# 회초리 (영화)
"회초리"는 2011년에 개봉한 대한민국의 영화이다.

## 캐스팅
- 안내상 : 두열 역
- 진지희 : 송이 역
- 윤주상 : 대훈장 역
- 김양우 : 억만 역
- 이하은 : 유진 역
- 박재훈 : 재도 역
- 홍수연 : 선 훈사 역
- 김민건 : 오 훈사 역
- 이한종 : 남 훈사 역
- 김재일 : 남 훈사 역
- 김수환 : 수환 역
- 신준영 : 만식 역
- 황수경 : 룸 마담 역
- 최령 : 봉식 역
- 한철우 : 문 경장 역
- 김봉곤 : 환경미화원 역
- 정우혁 : 수환-수림 아빠 역
- 김용운 : 조폭 2 역
- 박원호 : 고삐리 역